# Poseyville
La ville de Poseyville est située dans le comté de Posey, dans l’État de l’Indiana, aux États-Unis. Sa population s’élevait à 1 045 habitants lors du recensement de 2010, estimée à 1 028 habitants en 2016.

## Source
- (en) Cet article est partiellement ou en totalité issu de l’article de Wikipédia en anglais intitulé « Poseyville, Indiana » (voir la liste des auteurs).